# Retro (singiel)
Retro – singiel polskiego zespołu Genzie, który został wydany 14 września 2023.
Nagranie otrzymało w Polsce status platynowej płyty 25 września 2024.
Singel zdobył ponad 6 milionów wyświetleń w serwisie YouTube (2024) oraz ponad 7 milionów odsłuchań w serwisie Spotify (2024).

## Nagrywanie
Utwór został wyprodukowany przez Clearminda oraz FANTØMa. Za mix/mastering utworu odpowiada FANTØM. Za realizację utworu odpowiada Jędrek Wołodko. Tekst do utworu został napisany przez Jędrka Wołodko.
Nie każdy z członków Genzie nagrywał ten singiel. Oto ci, którzy wzięli udział: Bartek Kubicki, Hanna Puchalska, Julita Różalska, Wiktoria Bochnak.

## Twórcy
- Bartek Kubicki – wokal
- Hanna Puchalska – wokal
- Julita Różalska – wokal
- Wiktoria Bochnak – wokal
- Clearmind (Mateusz Żezala) – produkcja
- FANTØM (Grzegorz Burkat) – produkcja, kompozycja
- Jędrek Wołodko – tekst, realizacja

## Certyfikaty i sprzedaż
| Kraj          | Certyfikat      | Sprzedaż |
| ------------- | --------------- | -------- |
| Polska (ZPAV) | platynowa płyta | 50 000+  |
| Polska (ZPAV) | złota płyta     | 25 000+  |